# Фатиканти, Джакомо
Джако́мо Фатика́нти (итал. Giacomo Faticanti; родился 31 июля 2004, Сора) — итальянский футболист, полузащитник клуба «Лечче», выступающий на правах аренды за клуб «Тернана».

## Клубная карьера
Уроженец Соры (Лацио), Фатиканти выступал за молодёжную команду клуба «Фрозиноне». В 2018 году присоединился к футбольной академии «Ромы»
В молодёжных командах «Ромы» выиграл чемпионат Италии среди игроков до 15 лет в сезоне 2018/19 и чемпионат Италии среди игроков до 17 лет в сезоне 2020/21. В сезоне 2021/22 регулярно выступал за команду «Ромы» до 19 лет.
В августе 2022 года продлил свой контракт с «Ромой» до 2026 года. 27 октября 2022 года дебютировал в основном составе «Ромы» в матче группового этапа Лиги Европы УЕФА против финского клуба ХИК, выйдя на замену Кристиану Вольпато.

## Карьера в сборной
Выступал за сборные Италии до 15, до 16, до 18 и до 19 лет.
В июне 2022 года принял участие в чемпионате Европы среди юношей до 19 лет, дойдя до полуфинала, в котором итальянцы проиграли англичанам. В следующем году помог итальянцам выиграть чемпионат Европы среди юношей до 19 лет.

## Достижения
Сборная Италии
- Чемпион юношеского чемпионата Европы (до 19 лет): 2023